# عفريس
عِفْرِيس (الاسم العلمي: Actinophrys)، جنس حوينات مجهرية من الشمسيات، وهي كائنات أميبية وحيدة الخلية لها العديد من الخيوط المحورية التي تشع خارج خليتها. تحتوي على أحد أكثر أنواع الشمسيات شيوعًا، وهو عفريس سول
. يُصنف الجنس ضمن فصيلة العفريسية Actinophryidae أحادية النمط.